# Andriy Khloptsov
Andriy Andriyovych Khloptsov (né le 10 décembre 1998) est un nageur ukrainien, spécialiste du sprint en papillon.

## Carrière
Il est médaillé d'argent du 100 mètres dos au Festival olympique de la jeunesse européenne 2013.
Il remporte le titre en 50 mètres papillon et une médaille de bronze en 50 mètres dos lors des Jeux européens de 2015. Il est aussi médaillé d'or du 50 mètres papillon aux Championnats du monde juniors de natation 2015.
Aux Championnats d'Europe juniors de natation 2016, il remporte le titre en 50 mètres papillon.
Il est médaillé d'argent du 100 mètres papillon et médaillé de bronze du 50 mètres papillon à l'Universiade d'été de 2017.